# Lightning Fighters
Lightning Fighters, conocido en Japón como Trigon (トライゴン Toraigon?) es un videojuego de matamarcianos con scroll vertical de Konami publicado originalmente como arcade en mayo de 1990. Es comúnmente se compara con Raiden, aunque los dos partidos fueron liberados muy cerca uno del otro, y ambos fueron diseñados para competir con las obras de Toaplan.
- Datos: Q11321738